# Pravetz
Pravetz est une ville du centre de la Bulgarie, située à environ 60 km de la capitale Sofia.
La population est de 4 280 habitants.
La ville a donné son nom à une marque d'ordinateurs, Pravetz, dont certains composants y étaient fabriqués.
La ville est le lieu de naissance du président communiste bulgare de longue date, Todor Jivkov.